# Тьосово-4
Тьосово-4 (рос. Тёсово-4) — селище у Лузькому районі Ленінградської області Російської Федерації.
Населення становить 658 осіб. Належить до муніципального утворення Оредежське сільське поселення.

## Історія
Згідно із законом від 28 вересня 2004 року № 65-оз належить до муніципального утворення Оредежське сільське поселення.

## Населення
| 1990 | 1997 | 2007 | 2010 |
| ---- | ---- | ---- | ---- |
| 863  | ↘705 | ↗706 | ↘658 |